# Vittorio Sella
Vittorio Sella (Biella, 20 de Agosto de 1859 - Biella, 12 de Agosto de 1943) foi uma alpinista e  fotógrafo italiano.
Foi ao tio Quintino Sella, fundador do Clube alpino italiano, que deve a sua paixão pela montanha, onde efectua inúmeras e notáveis ascensões nos Alpes, como a primeira invernal do Cervin e do Mont Rose, assim como a primeira invernal do Monte Branco.
Tomou parte em diversas expedições das quais três no Cáucaso onde um dos cumes tem o seu nome, assim como fotografou o Monte Santo Elias no Alaska em 1897, os Montes Ruwenzori no Uganda em 1906 e o K2 no Paquistão em 1909. Nestas três expedições acompanhava  o duque Luís Amadeu de Saboia, e a do K2 ficou conhecida pela Expédition du duc des Abruzzes au K2 pois que o duque era duque dos Abruzos.

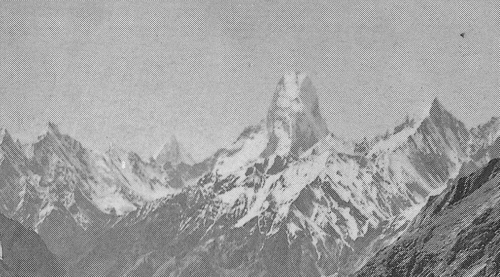
Foto por Vittorio Sella durante a expedição ao K2 em 1909

## Reconhecimento mundial
Vittorio Sella é reconhecido mundialmente pela qualidade das suas fotografias e  o seu aspecto estético pelo que ainda hoje é considerado como "o maior fotógrafo da montanha". As suas fotografias são geridas pela Fondation Sella